# Дядичев, Владимир Николаевич
Влади́мир Никола́евич Дя́дичев (10 декабря 1936, Пермь — 4 октября 2021) — советский и российский литературовед, кандидат технических наук, полковник в отставке, член Союза писателей.

## Биография
После школы поступил в Военную артиллерийскую академию им. Ф. Э. Дзержинского и окончил её с отличием. В 1979 году защитил кандидатскую диссертацию на специальную тему. Высшая аттестационная комиссия в 1985 году присвоила ему учёное звание старшего научного сотрудника.
Старший научный сотрудник отдела новейшей русской литературы и литературы русского зарубежья Института мировой литературы имени А. М. Горького РАН.

## Научная деятельность
В сферу научных интересов не только В. Маяковский, но и С. Есенин, М. Горький, А. Ахматова, М. Цветаева, В. Розанов, писатели русского зарубежья. В 1990—2010-е годы:
- осуществил издание избранных произведений М. Осоргина «Сивцев Вражек. Роман. Повесть. Рассказы» (1999);
- составил «Словарь рифм И. Ф. Анненского» (Литературоведческий журнал. — 2002. — № 16);
- выпустил с историком В. В. Лобыцыным книгу «Доброволец двух русских армий. Военная судьба Сергея Эфрона: 1915—1921 годы» (2005 и 2014);
- написал биографию «Марина Цветаева: Моим стихам, написанным так рано…» (2017).

В 2002—2011-х годах Дядичев подготовил к изданию одиннадцать томов собрания сочинений В. В. Розанова, которое выходило под общей редакцией А. Н. Николюкина в издательстве «Республика». В этот период им был написан ряд статей для «Литературной энциклопедии терминов и понятий» (2001), «Литературной энциклопедии русского зарубежья: 1918—1940» (т. 3, 2002), «Розановской энциклопедии» (2009), энциклопедии «Русская философия» (2014).